# Nembro
Nembro /ˈnɛmbɾo, ˈnem-/ (Nèmber [ˈnɛmbɛɾ] in dialetto bergamasco) è un comune italiano di 11 281 abitanti della provincia di Bergamo in Lombardia. Posto nella val Seriana medio–inferiore si sviluppa prevalentemente sulla destra orografica del fiume Serio. Fa parte della Comunità montana della Valle Seriana.

## Origini del nome
Il toponimo potrebbe essere un riflesso del latino nemus, -oris, "bosco", con epentesi di b, data la grande presenza di boschi nella zona. Secondo ipotesi riportate da altre fonti, deriverebbe invece da nimbula (= "nube"), oppure dal celtico nembren (= "altura"); o dalla forma composta delle parole latine nimbus, -i (= "nembo, nuvola") e imber, imbris (= "pioggia dirotta").
In celtico nembren significa altezza, sommità, cima, vetta, dalla radice "nen" che contiene il concetto di "elevazione", radice presente in molte lingue indoeuropee; se Nembro derivasse da questo termine, si potrebbe spiegare col fatto che evidentemente i suoi primissimi abitanti si erano stanziati su uno dei suoi colli. Del resto è storicamente accertato che gli insediamenti umani più antichi si formarono sempre su alture e mai sui fondovalle.

## Storia

### Dall'antichità all'età moderna

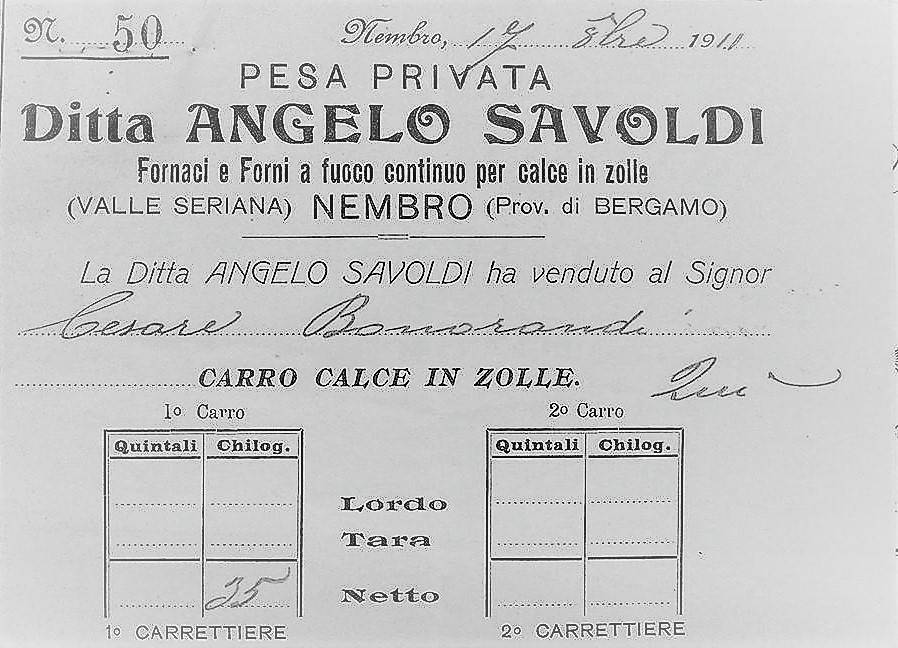
Documento di vendita su carta intestata delle Fornaci Savoldi presso le quali nel 1899 vengono trovati i più antichi reperti archeologici del luogo.

I ritrovamenti più antichi del territorio sono importanti reperti archeologici per la paleontologia bergamasca: cuspidi litiche scoperte nel 1899 con gli scavi dell'argilla da mattoni della fornace Savoldi, risalenti al Paleolitico, poi traslati al Museo di Scienze Naturali di Bergamo.
Il primo documento riguardante la località risale al IX secolo. Nell'Alto Medioevo Nembro era una delle due sedi di pievi ecclesiastica della val Seriana, assieme a Clusone. Durante le fondazioni della chiesa parrocchiale si scoprì una stele funeraria d'epoca romana: il busto di un certo Lucio Celio Corneliano. Nel 1881, alle porte del paese, venne rinvenuto un frammento epigrafico recante iscrizione sepolcrale che ricorda tale Mogizione. Avverrà quindi un altro ritrovamento: un frammento epigrafico con dedica a Balbio Rufo della tribù Palatina. Nel 1971 in località oltre il Carso vengono portate alla luce sette monete del III secolo d.C.
Così scrive Giovanni Da Lezze, capitano di Bergamo, nella sua Relazione dell'anno 1596 sulla città di Bergamo e suo teritorio a proposito di "Nembrio" (sic): La terra di Nembrio è tutta in piano alla riva del Serio in valle a piedi del monte di Valtrosa con le infrascritte contrade in monte ha di territorio in lunghezza milia 2, et larghezza milia 3. [...] lontana da Bergamo milia 6, da Trevino de Milanesi circa milia 18.
Dal Medioevo fino ai secoli XVI-XVIII il paese conobbe tempi di floridezza, legata soprattutto al commercio (via Mercatorum) con la Val Brembana: i valligiani si recavano a Nembro per le maggiori compere percorrendo i paesi di San Gallo, Serina, Trafficanti e Selvino. L'importanza che il paese ricoprì in questo periodo si desume dal territorio, che include sia Alzano Sopra, Selvino e Rigosa — borghi posti lungo il corso della via Mercatorum (l'ultimo dei quali in Val Brembana) — sia Pradalunga e Cornale, collocati nell'Oltreserio. Il Medioevo sarà anche il periodo durante il quale il borgo, dopo essersi sottratto al giogo feudale imposto dal vescovo di Bergamo, si trovò nel fervore di dispute fra guelfi e ghibellini: nel 1301 i ghibellini nembresi sono presenti in fatti di guerra a Castione della Presolana e nel 1407 si parla soprattutto del dominio ghibellino. Il territorio si trova diviso in due: una Nembro superiore ghibellina, con la fortificazione posta sul colle dove oggi si trova la chiesa di san Pietro, e una Nembro inferiore guelfa, con la fortificazione di riferimento ubicata sul colle dell'odierno santuario dello Zuccarello.

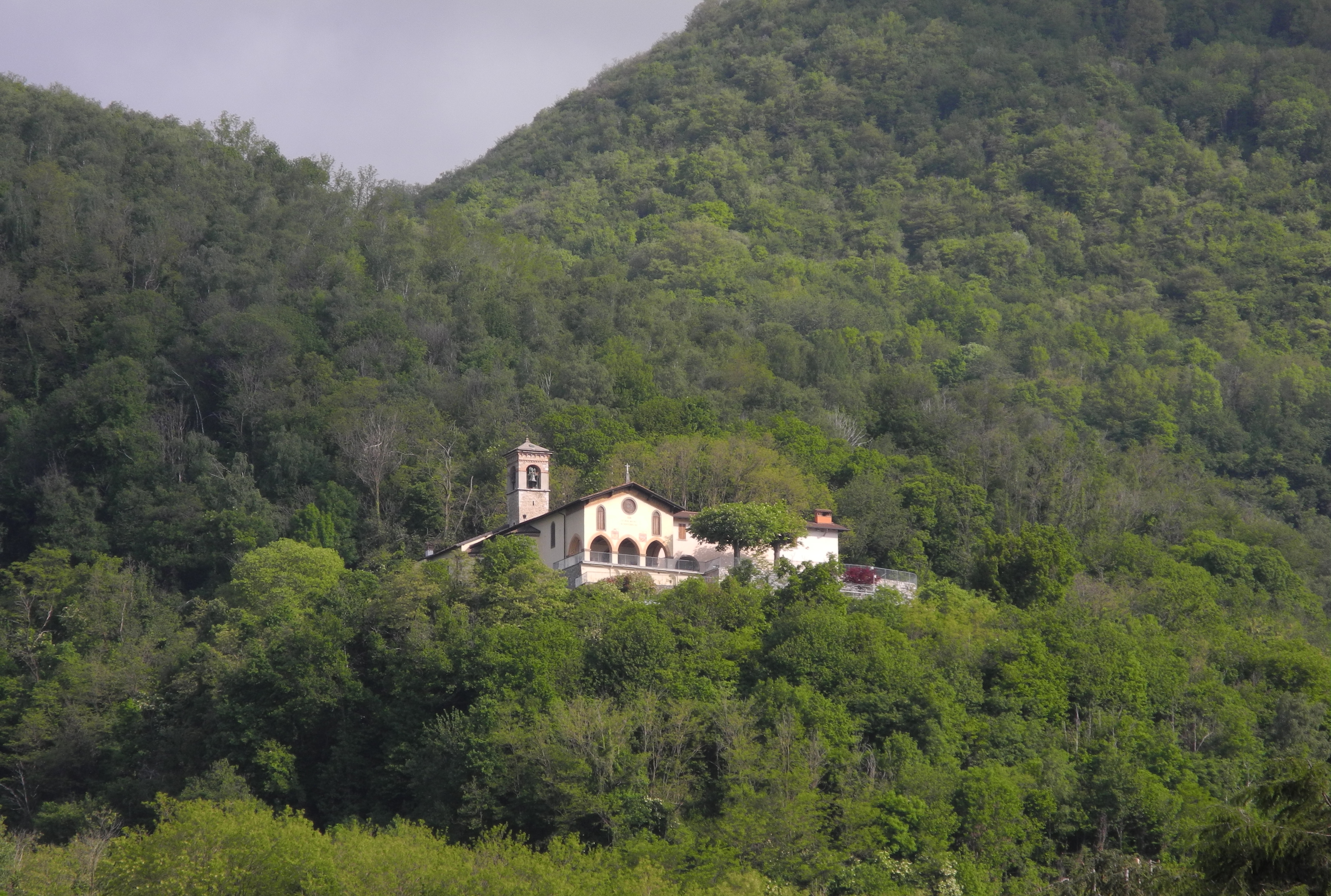
Il santuario dello Zuccarello, edificio ristrutturato e notevolmente ampliato nel XX secolo.

Una risoluzione venne raggiunta grazie all'avvento della Repubblica di Venezia: l'intera zona ricominciò a prosperare. Al commercio fu dato un nuovo impulso grazie all'industria delle pietre coti, all'allevamento, alla selvicoltura e orticoltura, legate a un territorio pedemontano con proprietà di norma inferiori a 1 ha. Tuttavia tra i secoli XVI-XVIII, la disgregazione territoriale, una notevole riduzione dei confini comunali, la diminuzione dei proventi derivanti dai commerci, la costruzione da parte della Serenissima della via Priula (nuova strada che permise di raggiungere l'alta Val Brembana direttamente da Bergamo), carestie, epidemie segnarono l'inizio della decadenza di Nembro.

### Dal XIX al XXI secolo

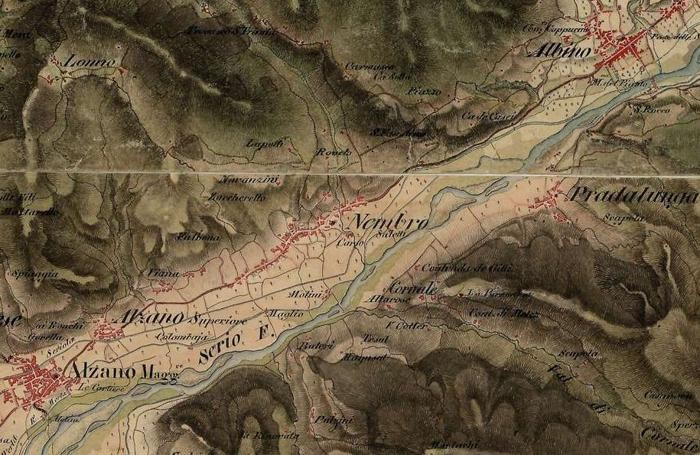
Mappa di Nembro durante la dominazione austriaca negli anni 1818-1829.

La lunga crisi e la consequenziale miseria di gran parte della popolazione durano fino al XIX secolo, quando sorgeranno opifici (filatoi di seta) e altri stabilimenti lungo le rive del Serio. Fra i principali: il filatoio Valli — Alessandro Valli, originario di Milano, sarà anche il creatore dell'asilo infantile, delle condutture fognarie e della nuova denominazione delle vie nel paese nonché del Premio di Bontà "Maria Valli" —, l'industria tessile Blumer & C. (svizzera), le fornaci per laterizi Savoldi (anche a Sedrina) — tale famiglia sarà l'ideatrice negli anni venti del progetto relativo alla Grande Enciclopedia Italiana, poi passato a Treccani —, le attività d'estrazione e lavorazione delle pietre coti Gilberti, Rusca, Bonorandi (svizzeri gli ultimi) e gli insediamenti tessili Crespi (milanesi). Questi vengono collocati nei pressi di due canali artificiali di antica origine: la roggia Serio Grande e la roggia Morlana. Conseguentemente, nel periodo compreso fra il 1881 e il 1901, la popolazione subisce un notevole incremento: si raggiungono i 4764 abitanti nel 1900. Nel 1955 salgono a 8717 e supereranno i 10000 nel corso del 1963.
Ulteriore impulso, durato fino alla seconda metà del XX secolo, verrà dalla realizzazione della Ferrovia della Valle Seriana: inaugurata nel 1884, rimane operativa fino al 1967. Sulla sede su cui questa scorreva, nel 2009 è stato inaugurato un tram elettrico (tranvia Bergamo-Albino) limitato al solo tratto che da Bergamo giunge ad Albino. Una linea tranviaria, che transitava anche per il centro del paese, fu attiva dal 1912 al 1953 (tranvia Bergamo–Albino).

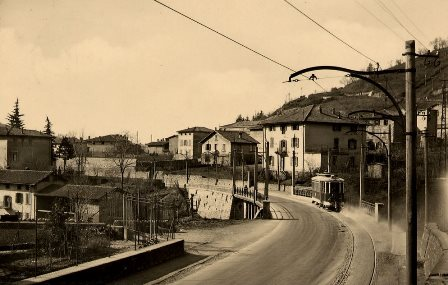
Nembro in una foto del 1930 circa, dove si vede il passaggio del tram all'interno del paese, non più esistente.

Nel 2020, Nembro — con Alzano Lombardo — è stato uno dei luoghi principali a livello internazionale in cui ha avuto origine, diffondendosi in modo particolare, la pandemia di COVID-19, favorita anche dalla mancanza di risoluzioni politiche contenitive adeguate a far fronte a una situazione sanitaria di gravità estrema.

### Simboli
Lo stemma e il gonfalone sono stati concessi con decreto del presidente della Repubblica del 5 febbraio 1988.
D'argento, ai tre monti, di verde, fondati in punta, sostenenti il leone rampante di rosso, tenente con la destra una spada d'oro. Ornamenti esteriori da Comune.
Il gonfalone è un drappo partito di rosso e di bianco.

## Monumenti e luoghi d'interesse

### Edifici religiosi

#### Chiesa arcipresbiterale plebana di San Martino di Tours
A dimostrazione dell'importanza religiosa che Nembro ha ricoperto in passato è la chiesa arcipresbiterale plebana dedicata a san Martino vescovo di Tours, tra i più imponenti edifici religiosi presenti sul territorio. Sicuramente presente nel 1304, venne riedificata fra il 1752 e il 1777, in 25 anni, dall'architetto Luca Lucchini.

#### Chiesa di Santa Maria Assunta in Borgo
Nel centro del paese si trova la chiesa di Santa Maria Assunta in Borgo, durante la ristrutturazione della quale sono emerse le fondazioni di altre due chiese anteriori al X secolo. Possiede tracce d'affreschi (secoli XV-XVI).

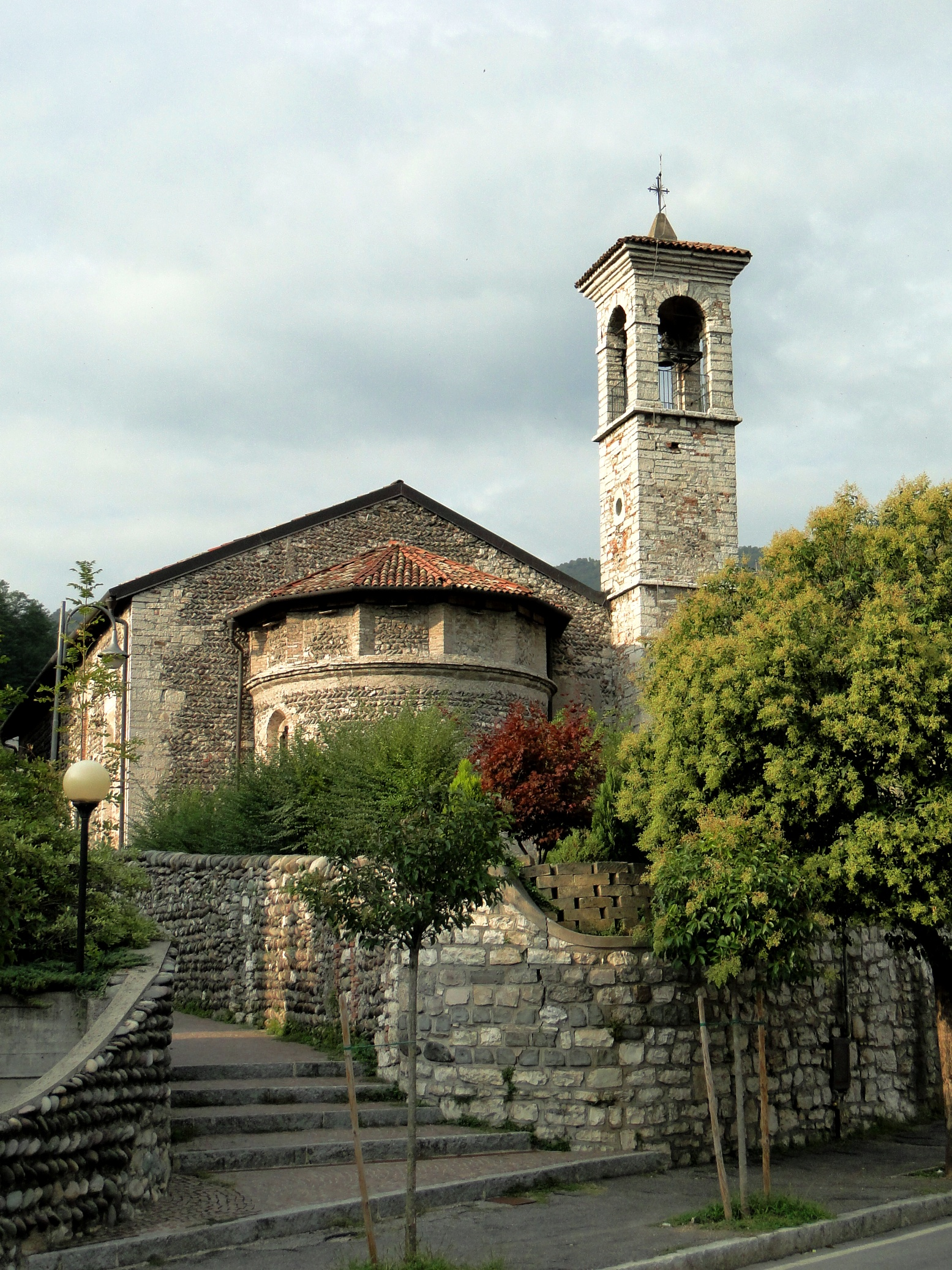
La chiesa di Santa Maria in borgo, ristrutturata nel XX secolo.

#### Chiesa di San Nicola da Tolentino
D'interesse è anche la chiesa di San Nicola da Tolentino, edificata nel 1509 e posta nell'omonimo quartiere, con annesso convento degli Agostiniani. Il convento fu soppresso ai tempi della Repubblica Cisalpina nel 1805.

#### Santuario dello Zuccarello
Il santuario della Beata Vergine Addolorata conosciuto come santuario dello Zuccarello è posto in posizione collinare, luogo di pellegrinaggi popolari, sorge in luogo di un antico fortilizio della famiglia Vitalba (1374). Più volte ampliato e rimaneggiato nel corso dei secoli XVI-XVII e soprattutto nel XX secolo, conserva affreschi e dipinti databili attorno ai secoli XV-XVII. La pala dell'altare maggiore, che rappresenta la Madonna Addolorata, è stata incoronata l'8 agosto 1920.

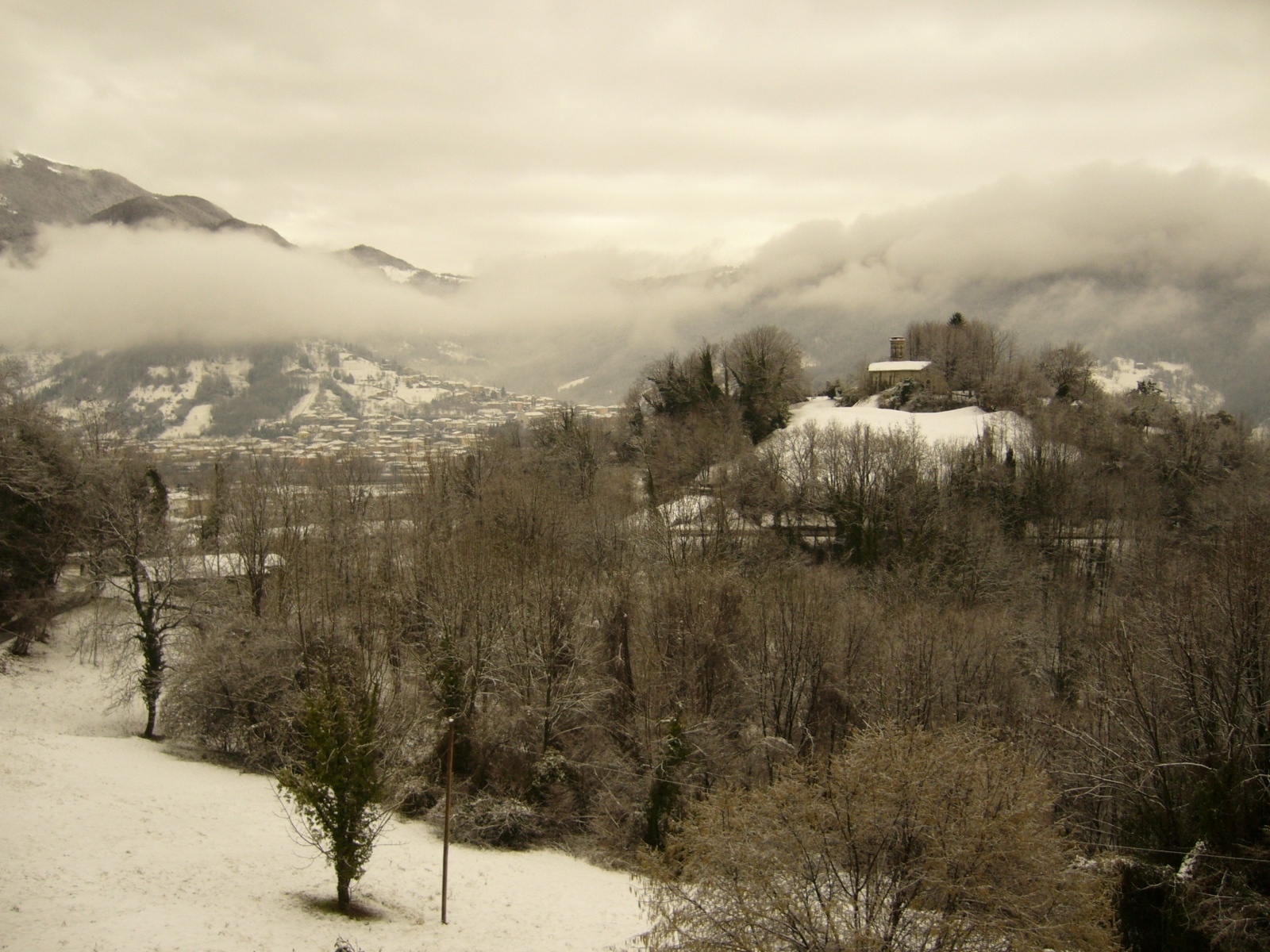
Veduta invernale sulla chiesetta di San Pietro.

#### Chiesa di San Pietro
Di piccole dimensioni è la chiesa di San Pietro, d'epoca quattrocentesca.

#### Chiesa della Santissima Trinità
La piccola chiesa della Santissima Trinità si trova nella frazione di Trevasco. La sua edificazione risale alla seconda metà del Cinquecento.

#### Chieda di San Vito
La chiesa di San Vito fu edificata nel XV secolo nella località omonima, forse a causa della lontananza della parrocchia posta nel centro urbano, che rendeva particolarmente difficile per i fedeli valligiani, partecipare ai riti religiosi durante il periodo invernale.

#### Chiesa di San Faustino
Della duecentesca chiesa di San Faustino si trovano documenti risalenti al 1248 che ne parlano come di sussidiaria della pieve di San Martino, inserita in un ambiente coltivato a vite di cui godevano i diritti i canonici della basilica. È stata radicalmente trasformata e ampliata fra il 1965 e il 1967.

#### Chiesa di Sant'Antonio Abate
La chiesa di Sant'Antonio abate si trova nella frazione di Lonno ed è chiesa parrocchiale. La sua edificazione risale al Quattrocento ed è parrocchia autonoma dal 17 dicembre 1458, con decreto del vescovo di Bergamo Ludovico Donato.

#### Chiesa della Madonna di Lourdes
Risale al Novecento la chiesa dedicata alla Nostra Signora di Lourdes che si trova nella località Lonno e dipende dalla parrocchia di Sant'Antonio Abate.

#### Chiesa di San Giovanni XXIII
La chiesa dedicata al bergamasco papa Giovanni XXIII si trova nella località di Gavarno, e fu edificata su progetto del 1989 di Remo Invernizzi per volontà dell'allora parroco don Cesare Gervasoni della parrocchia di Sant'Antonio abate. L'edificio sorse nel 1991, consacrato e dedicato al beato papa Giovanni XXIII il 29 ottobre 2000 dal vescovo Roberto Amadei. La sua forma di grande tenda segue i dettami del Concilio Vaticano II. Le pietre di Credaro sono il rivestimento esterno. Il frontone ospita l'ingresso principale preceduto da un protiro, mentre sulla parte superiore una finestra a losanghe ha la forma di croce atta a illuminare la grande aula. L'interno a navata unica si presenta molto luminoso con il soffitto in lamellare di legno e la zona presbiteriale rialzata da tre grandi gradini. L'architetto voleva rappresentare l'arca come simbolo di salvezza per tutti i popoli.

#### Chiesa di San Barnaba
La chiesa di san Barnaba, pur trovandosi nella frazione di Salmezza, è sussidiaria della Parrocchia dei Santi Filippo e Giacomo Apostoli di Selvino.

#### Chiesa di San Rocco
La chiesa di San Rocco posta in località Viana sarebbe stata edificata per volontà dalla confraternita dei disciplini nel XVI secolo, venendo poi rimodernata nel Settecento.

#### Chiesa di San Sebastiano
La piccola chiesa di San Sebastiano conosciuta anche come la “chiesa di Santa Maria della Misericordia”, risulta essere presente sul territorio già dal 1408. Fu edificata per volontà dei membri della confraternita della Misericordia Maggiore, poi Fondazione MIA. All'interno conserva il polittico dell'albinese Antonio Marinoni.

### Edifici civili e percorsi boschivi

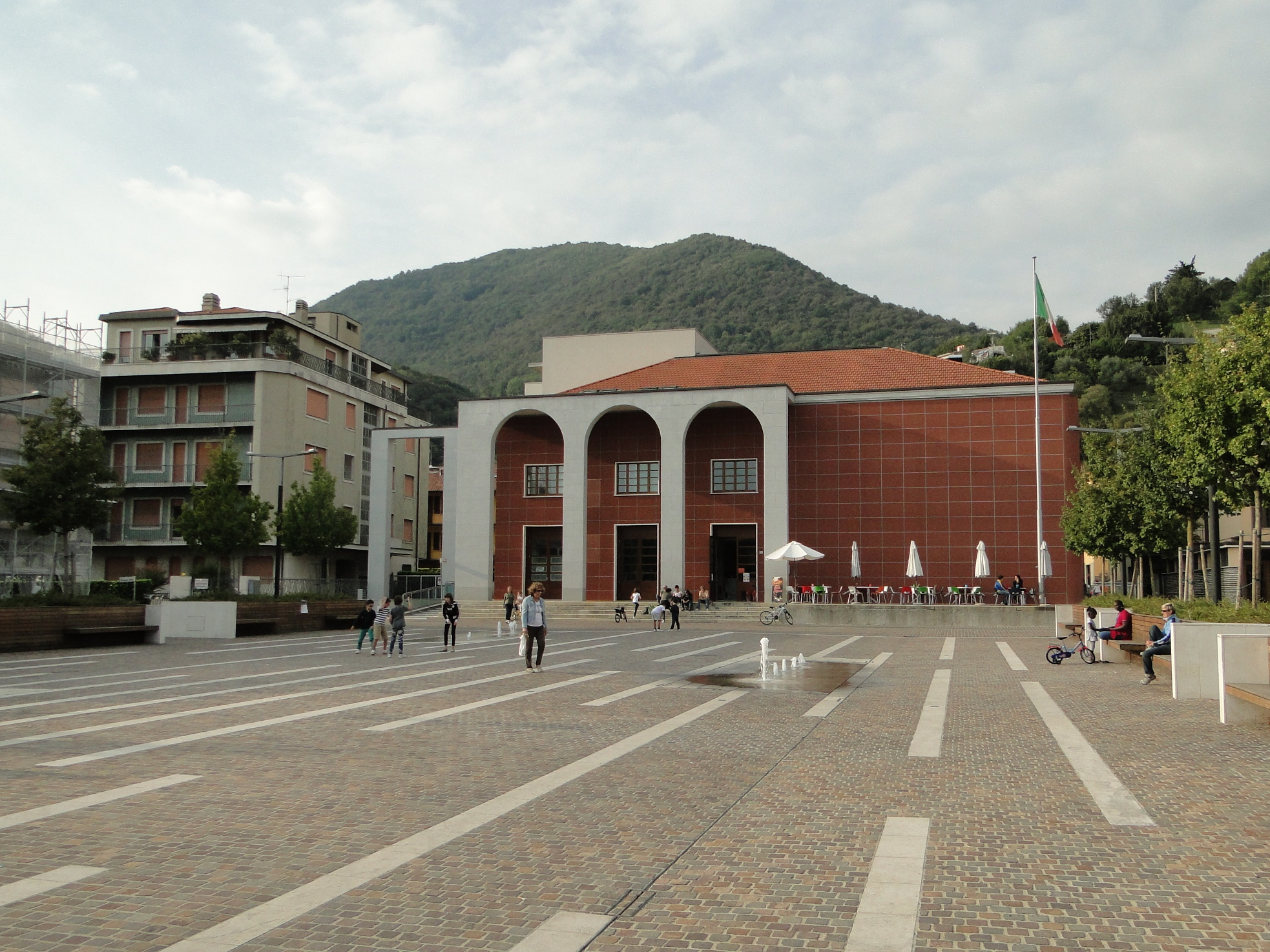
Piazza della Libertà con l'auditorium "Modernissimo".

Il centro di Nembro conserva alcune tracce dell'originale struttura, caratterizzata da vie strette, edifici con pietre a vista, alternati a corti e piazze. Si ricordano: casa Sylva (XIV secolo), residui della torre e della porta dette "de Plizolis" (XV secolo), casa Bonomi (secoli XV-XVII), casa del Vicario (XVI secolo).
La piazza della Libertà, sorta in epoca fascista e designata con il nome di piazza del Littorio ("piazza Balilla"), ospita il municipio (un tempo casa del fascio) e l'auditorium "Modernissimo", inizialmente adibito a casa della Gioventù italiana del Littorio, opera di Alziro Bergonzo. Rilevante è il ponte sul fiume Serio, realizzato nel 1591 e parzialmente ricostruito dopo una sua piena nel 1821. Collega il paese con la frazione Gavarno e il comune di Pradalunga. Testimonianze di archeologia industriale sono alcuni edifici che facevano parte del villaggio Cristoforo Benigno Crespi, concepito per i lavoratori del cotonificio. Il progetto del quartiere operaio, tuttora abitato, è stato ideato sul modello di Crespi d'Adda.

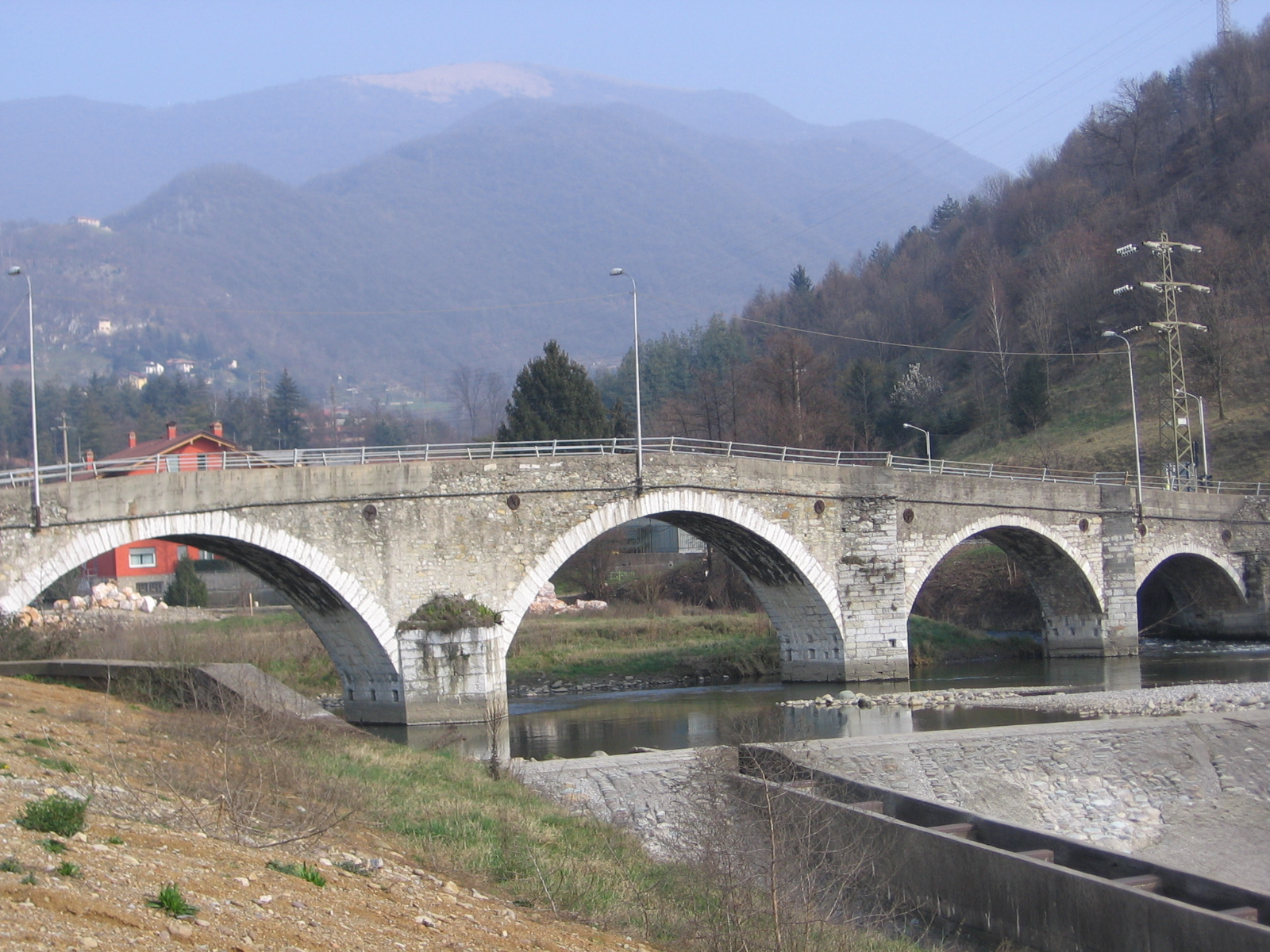
Ponte sul fiume Serio che collega Nembro a Gavarno e Pradalunga.

In ambito naturalistico, numerosi sono i percorsi boschivi che si sviluppano sul territorio: particolarmente frequentato è il sentiero che perviene al Santuario dello Zuccarello, raggiungendo la frazione Lonno. Diversi i sentieri che raggiungono i monti circostanti: il Cereto, il monte Valtrosa (conosciuto a livello toponomastico come "Valtrusa") già citato quale Valtrosa da Bartolomeo Vitalba fin dal 1477, il Podona, i paesi di Selvino e la frazione nembrese Salmezza. Lungo tali percorsi si trovano esempi di architettura rurale, che presenta varie tipologie di edifici: il nucleo della frazione di Trevasco, comprendente anche la località Piazzo. Alle pendici del citato Monte Valtrosa vi sono le cosiddette "Ca' Olt" (casa in alto) e "Ca' Bas" (casa in basso), la casa "di Navanzino", il casino di caccia "Canaletta" (XVIII secolo) con relativo fondo boschivo e, confinante con quest'ultimo, il nucleo abitativo noto come località "Botta". Infine, la Ciclovia della Valle Seriana che transita nel comune lungo il corso del fiume Serio: la zona è stata recentemente interessata dall'istituzione di un PLIS denominato NaturalSerio.

### Frazioni e quartieri

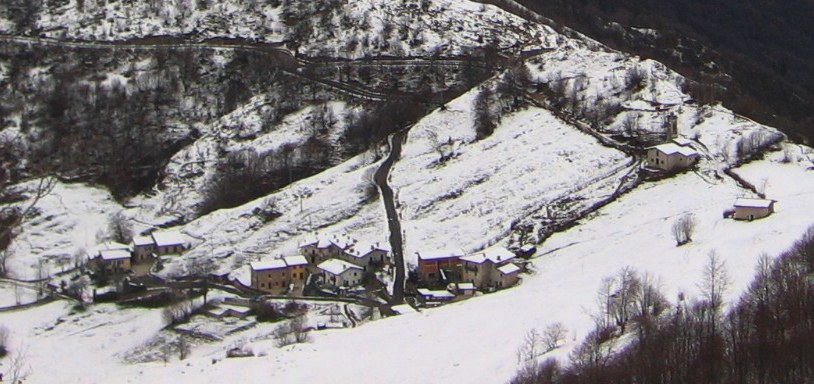
La frazione montana di Salmezza, che diede i natali al pittore Enea Salmeggia.

Il paese si compone di diverse frazioni e quartieri dalle caratteristiche spiccatamente diverse. Nel fondovalle, il primo nucleo che s'incontra provenendo da Bergamo è quello di Viana: posto ai confini con Alzano Sopra, è un quartiere sorto da un recente sviluppo edilizio. Più oltre, il quartiere di San Nicola che con il centro forma una soluzione ininterrotta. A nord, al di là del torrente Carso, il quartiere di San Faustino, posto nella parte più alta a monte della strada comunale e la località "Crespi", sorta come detto sopra nella zona prossima al fiume attorno all'omonima industria tessile. Sull'opposto versante orografico della valle (il citato Oltreserio) è la frazione di Gavarno, in valle Gavarnia, dove scorre l'omonimo torrente. Infine vi sono le frazioni montane, raggiungibili attraverso la SP 36 che porta a Selvino: Trevasco, sviluppatasi nella valle del Carso e suddivisa in due nuclei: Trevasco San Vito (comunemente: San Vito) e Trevasco Santissima Trinità (comunemente: Trevasco), posti sui due versanti della stessa valle. In quest'ultima località si trova la chiesetta dedicata alla Santissima Trinità del XV secolo con un'importante pala di altare del XVII secolo attribuita a Palma il Giovane, nonché un dipinto della Madonna realizzato da Enea Salmeggia. Poco distante, sulle pendici del monte Valtrosa e con vista sulla pianura bergamasca, sorge Lonno, che ha dato i natali al restauratore Mauro Pellicioli. Più in alto, a una quota di oltre 1000 m s.l.m. è collocato il citato Salmezza, piccolo nucleo che mantiene le caratteristiche di borgo alpino, dov'è nato il pittore Enea Salmeggia, detto "Il Talpino".

## Cultura

### Musei
Nembro ha due musei: 
- Museo Pietre Coti Valle Seriana (MUPIC), con sede nell'ex casa Bonorandi che raccoglie documentazioni inerenti alla storia delle pietre coti, ricostruendo le condizioni di vita nei secoli scorsi dei lavoratori.[59]
- Museo della Miniera, focalizzato sulle condizioni di vita dei minatori e degli emigranti.[60]

### Fondazioni
In paese sorgono queste fondazioni:
- La Fondazione R.S.A. Casa di Riposo di Nembro Onlus.[61]
- L'Opera Pia Zilioli (scuola materna).[61]
- La Fondazione "Maria Antonietta Savoldi"[62] creata nel 1957 da Renato Savoldi[63], che assegna borse di studio agli studenti universitari.[64]

#### Altre istituzioni benefiche
- Borse di studio in memoria di Cristina Birolini (morta nel 2012)[65], convenzione comunale attiva anche per studenti di Albino, voluta dal marito Luigi e dal figlio Matteo Bergamelli.[66]

## Società

### Evoluzione demografica
Abitanti censiti

### Etnie e minoranze straniere
Gli stranieri residenti nel comune all'anno 2023 sono 881, ovvero il 7,8% della popolazione. Di seguito sono riportati i gruppi più consistenti:
1. Marocco, 148
2. Albania, 136
3. Senegal, 91
4. Romania, 85
5. Ucraina, 60
6. Nigeria, 55
7. Bolivia, 49
8. Brasile, 22
9. Cina, 21
10. Ghana, 20

## Amministrazione dall'Unità d'Italia a oggi
| Periodo          | Periodo           | Primo cittadino     | Partito                             | Carica           | Note |
| ---------------- | ----------------- | ------------------- | ----------------------------------- | ---------------- | ---- |
| 1861             | 1865              | Alessandro Valli    | Sindaco                             | Sindaco          |      |
| 1878             | 1889              | Martino Chiodelli   | Sindaco                             | Sindaco          |      |
| 1889             | 1890              | Alessandro Valli    | Sindaco                             | Sindaco          |      |
| 1890             | 1896              | Roberto Bonorandi   |                                     | Sindaco          |      |
| 1896             | 1896              | Lorenzo Rusca       | Sindaco                             | Sindaco          |      |
| 1896             | 1899              | Roberto Bonorandi   | Sindaco                             | Sindaco          |      |
| 1899             | 1900              | Alessandro Valli    | Sindaco                             | Sindaco          |      |
| 1901             | 1901              | Ugo Lombardi        | Commissario Regio                   | Sindaco          |      |
| 1901             | 1906              | Luigi               | Sindaco                             | Sindaco          |      |
| 1906             | 1907              | Cesare Marcassoli   | Prosindaco                          | Sindaco          |      |
| 1907             | 1908              | Luigi Pasinetti     | Sindaco                             | Sindaco          |      |
| 1908             | 1908              | Vincenzo Lisi       | Commissario Regio                   | Sindaco          |      |
| 27 dicembre 1908 | gennaio 1909      | Luigi Pasinetti     | Sindaco                             | Sindaco          |      |
| 29 gennaio 1909  | 28 febbraio 1909  | Lorenzo Rusca       | Sindaco                             | Sindaco          |      |
| 9 marzo 1909     | 22 settembre 1909 | Vittorio Moscheni   | Sindaco                             | Sindaco          |      |
| 3 novembre 1909  | 1911              | Alessandro Vistalli | Sindaco                             | Sindaco          |      |
| 1911             | 1911              | Vittorio Moscheni   | Sindaco                             | Sindaco          |      |
| 1911             | 1911              | Angelo Rolando      | Commissario Prefettizio             | Sindaco          |      |
| 1911             | 1912              | Lorenzo Rusca       | Sindaco                             | Sindaco          |      |
| 1912             | 1912              | Vittorio Moscheni   | Sindaco                             | Sindaco          |      |
| 1912             | 1912              | Giuseppe Cantini    | Prosindaco                          | Sindaco          |      |
| 1913             | 1914              | Giovanni Mino       | Sindaco                             | Sindaco          |      |
| 1914             | 1915              | Alessandro Marenzi  | Sindaco                             | Sindaco          |      |
| 1915             | 1918              | Giovanni Mino       | Sindaco                             | Sindaco          |      |
| 1918             | 1918              | Alessandro Marenzi  | Sindaco                             | Sindaco          |      |
| 1918             | 1919              | Luigi Veneziani     | Commissario Prefettizio             | Sindaco          |      |
| 1919             | 1920              | Rinaldo Bartolazzi  | Commissario Prefettizio             | Sindaco          |      |
| 1920             | 1921              | Franco Rusca        | Sindaco                             | Sindaco          |      |
| 1921             | 1922              | Alessandro Ludrini  | Sindaco                             | Sindaco          |      |
| 1922             | 1923              | Giorgio Vavassori   | Prosindaco                          | Sindaco          |      |
| 1923             | 1923              | Alessandro Carrara  | Prosindaco                          | Sindaco          |      |
| 1923             | 1923              | Antonio Adobati     | Prosindaco                          | Sindaco          |      |
| 1923             | 1924              | Franco Rusca        | Commissario Governativo             | Sindaco          |      |
| 1924             | 1926              | Pietro Dell'Acqua   | Commissario Regio Straordinario     | Sindaco          |      |
| 1926             | 1936              | Ennio Bonorandi     | Sindaco poi podestà                 | Sindaco          |      |
| 1936             | 1936              | Giovanni Frangia    | Commissario Prefettizio             | Sindaco          |      |
| 1936             | 1944              | Dino Corti          | Commissario Prefettizio poi Podestà | Sindaco          |      |
| 1944             | 1944              | Franco Panella      | Commissario Prefettizio             | Sindaco          |      |
| 1945             | 1945              | Salvatore Rossi     | Sindaco                             | Sindaco          |      |
| 1945             | 1946              | Martino Gritti      | Sindaco                             | Sindaco          |      |
| 1946             | 1946              | Cesare Angeloni     | Sindaco                             | Sindaco          |      |
| 1946             | 1956              | Tobia Ferrari       | Sindaco                             | Sindaco          |      |
| 12 giugno 1994   | 26 maggio 2002    | Luigi Moretti       | Lega Nord                           | Sindaco          |      |
| 26 maggio 2002   | 6 maggio 2012     | Eugenio Cavagnis    | Lista civica                        | Sindaco          |      |
| 7 maggio 2012    | 12 giugno 2022    | Claudio Cancelli    | Lista civica                        | Sindaco          |      |
| 12 giugno 2022   | in carica         | Gianfranco Ravasio  | Lista civica                        | Sindaco (Italia) |      |

Dal 1956 al 1994 si succedono nell'ordine i seguenti Sindaci:
- Pietro Raffaelli
- Emilio Savoldi
- Carlo Lesmo
- Giacomo Brusamolino
- Attilio Bertocchi

## Sport
Diverse le attività sportive territoriali: considerevole importanza ha l'atletica leggera, rappresentata dalla società "Atletica Saletti", nata nel 1989 a partire dall'"Atletica Nembro". Svolge la propria attività presso il campo polifunzionale posto nella località "Saletti" (da cui il nome). Rilevante è anche il ciclismo ("Gruppo Sportivo Cicloteam") che cura le categorie dei più giovani e nato dalla fusione tra la "Ciclistica Nembrese" (già "Rota Nembro") — per la quale ha corso anche Paolo Savoldelli — e il "Gruppo Sportivo Interni di Valoti", che ha annoverato fra i suoi corridori Paolo Valoti e Gianluca Valoti. Numerose anche le squadre di calcio, pallacanestro e pallavolo che operano in ambito maschile e femminile disputando i rispettivi campionati in area provinciale. La pallavolo maschile "U.S. David Oratorio Nembro" è stata la prima società ad affiliarsi alla Federazione Italiana Pallavolo in Italia. In passato la squadra di pallavolo femminile, composta prevalentemente da ragazze nembresi, ha modo di mettersi in luce nei campionati nazionali tra gli anni sessanta e settanta. Il paese ha due associazioni alpinistiche: il GAN, costituito nel 1945, e la sottosezione del CAI, del 1964, le cui attività comprendono alpinismo, escursionismo, corsa in montagna, mountain bike, scialpinismo, snowboard e sci di fondo, oltre all'organizzazione di gare. Dedicata a un nembrese è la scuola di alpinismo "Leone Pellicioli" del CAI di Bergamo. Numerose spedizioni internazionali hanno visto la partecipazione di alpinisti nembresi, soprattutto durante gli anni sessanta e settanta del secolo scorso. Ogni anno viene assegnato il Premio Alpinistico "Marco e Sergio Dalla Longa", riservato agli iscritti ad associazioni bergamasche, istituito in memoria dei due fratelli alpinisti nembresi.

Nembro diviene noto nel mondo della vela a partire dagli anni novanta del secolo scorso, in quanto sede della produzione di scafi destinati a competizioni internazionali: qui sono stati costruiti quelli delle imbarcazioni italiane partecipanti all'America's Cup, il più noto trofeo del settore.